# Juliánské datum
Juliánské datum, též juliánský den (značka JD nebo JDT, také číslo juliánského dne, anglicky Julian Day Number, JDN), je spojitá časová výhradně denní míra,[ujasnit] používaná v astronomii, zejména pro sledování dlouhých a periodických časových úseků.
Je definována jako počet dní (tj. úseků dlouhých 86 400 sekund), které uplynuly od poledne světového času dne 1. ledna roku 4713 př. n. l. podle proleptického Juliánského kalendáře (případně též 24. listopadu 4714 př. n. l. podle proleptického Gregoriánského kalendáře).
Zapisuje se jako celé číslo dne nebo – pro přesnější určení času – jako desetinné číslo, přičemž zlomková část čísla odpovídá příslušnému dílu dne.
Jinými slovy v pondělí 01.01.4713 př. n. l. v pravé poledne v Greenwichi (Spojené království) začal den 0 JDT/JDN a tentýž den o půlnoci bylo 0,5 JD. Následně v úterý dopoledne byl stále den 0 JDN a v poledne začal den 1 JDN atd. Tento matoucí aspekt překlápění čísla v poledne odstranilo tzv. modifikované a úplné juliánské datum, MJD a JD, viz níže.
Nevyřčeným územ je pravidlo, že pokud není specifikovaný čas, pak se vychází z JDN po poledni (tzn. zaokrouhlené úplné JD na jednotky), tzn. bere se, že 01.01.4713 př. n. l. měl JDN 0, i když přesně řečeno ještě v 9:00 ráno měl číslo JDN=-1 (pouze celá část čísla JD).
Juliánské datum je používáno zejména v
- historické chronologii pro převody mezi různými letopočty a érami a
- astronomii pro určování specifických okamžiků v pohybu nebeských těles, zejména hvězd, planet, planetek a komet), např. průchodů na oběžné dráze perihéliem nebo stanovení okamžiku, ke kterému jsou elementy dráhy stanoveny (tzv. epocha). Používá se také jako časová škála při určování periody u proměnných hvězd.

Používání juliánského data navrhl francouzský astronom Joseph Scaliger ve svém díle De emendatione temporum (1583), dopracoval v dodatku z r. 1606 jako reakci na gregoriánskou reformu kalendáře. Údajně pojmenoval tuto časovou škálu podle jména svého otce Julia Caesara Scaligera a nesouvisí se starořímským diktátorem Juliem Cesarem, který zavedl juliánský kalendář. Ovšem Julius Caesar Scaliger sám v Opus de Emendatione píše „Iulianam vocavimus: quia ad annum Iulianum accomodata (Zveme jej juliánským, protože je přizpůsoben juliánskému roku)“, tedy že důvodem pojmenování je juliánský rok.

## Algoritmus pro výpočet

### Proměnné
- Vstupní proměnné:
  - Y = rok. Pokud se jedná o rok před naším letopočtem, je třeba k němu před výpočtem přičíst 1 (místo roku 1 př. n. l. použít 0, místo 100 př. n. l. použít -99) Je to proto, že rok 0 v běžném kalendáři neexistuje.
  - M = měsíc
  - D = den
  - h = hodina UTC
  - m = minuta
  - s = sekunda
- Pomocné proměnné
  - A = zda je v převáděném datu uveden leden nebo únor (1) anebo jiný měsíc (0)
  - R = počet roků od juliánského počátku času (pro leden a únor je to o rok méně)
  - N = přepočítaný počet měsíců v daném roce (od konce února)
  - E = počet dnů, uplynulých od 1. března
- Výsledné
  - JDN = juliánské datum
  - JD = úplné juliánské datum, se započtením času v rámci dne

### Pomocný výpočet
Pomocný výpočet určí z data pořadové číslo dne od nejbližšího předchozího 1. března (1. březen má číslo 0).
Datum 1. března je zvoleno záměrně jako počátek, aby se měsíc únor, jenž má netypickou a proměnlivou délku, dostal na konec. Výpočet proto nemusí řešit přestupné roky.
{\displaystyle if(M\leqq 2)\{A=1\}else\{A=0\}}
- A znamená posun začátků roků na začátek března. Pro leden a únor je A nastaveno na 1, pro ostatní měsíce 0

{\displaystyle R=Y+4800-A}
- R je počet let od roku 4799 př. n. l. Pro leden a únor se odečte ještě jeden rok (proměnná A).

{\displaystyle N=M+12A-3}
- N je počet uplynulývh měsíců v daném roce. Měsíce jsou počítány od března, který dostane číslo 0, únor má číslo 11. Posun měsíců pro odsunutí února nakonec.

{\displaystyle E=D+\left\lfloor {\frac {153N+2}{5}}\right\rfloor }
- E je počet dnů, které v roce uplynuly od 1. března (1. březen má číslo 0; 28. únor číslo 364). Tyto závorky označují celou část čísla, která (bez přičtení čísla dne v měsíci) udává počet dnů v předchozích měsících.

### Výpočet z celých dnů
Další výpočet závisí na tom, jestli je vstupní datum podle Juliánského nebo Gregoriánského kalendáře.
U historických dat, zpravidla před 4. říjnem 1582, předpokládáme, že jsou uvedena v Juliánském kalendáři. Pak celé dny JDN počítáme takto:
{\displaystyle JDN=E+365R+\left\lfloor {\frac {R}{4}}\right\rfloor -32083}
Pokud vyjdeme z dnes obvyklého gregoriánského data, je výpočet:
{\displaystyle JDN=E+365R+\left\lfloor {\frac {R}{4}}\right\rfloor -\left\lfloor {\frac {R}{100}}\right\rfloor +\left\lfloor {\frac {R}{400}}\right\rfloor -32045}

### Úplné juliánské datum
Úplné juliánské datum JD ještě obsahuje údaj o čase v rámci dne, který ale začíná až v poledne. Proto je třeba přičíst časový údaj a odečíst 12 hodin (součet zlomků může být záporný):
{\displaystyle {\begin{matrix}J\!D&=&J\!D\!N+{\frac {{\text{h}}-12}{24}}+{\frac {\text{m}}{1440}}+{\frac {\text{s}}{86400}}\end{matrix}}}
Protože Praha je od Greenwiche vzdálená necelých 15° na východ, tzn. přibližně jednu hodinu, musíme od našeho slunečního času odečíst 1/24 (0,042), abychom dostali JD. (Přesně řečeno: počet stupňů/360.) Například jestliže je v Praze 18:00 slunečního času, tak upravený čas je (18-12)/24-1/24=5/24=0,2083, který přičteme k JDN.
Úplné Julianské číslo dne (JD) můžeme nejsnadněji získat v programu Calc (Libreoffice), pomocí tohoto vzorce:
```
=AdresaBuňkySDatumemAČasem+2415019-0,5-ZeměpisnáDélka/360
```

Pro hodnoty: "06.07.2019 18:00:00" v Praze (tzn. 14,44195° východní délky) vychází úplné Juliánské datum JD=2458671,20988347.
Postup v jiných tabulkových editorech, např. Gnumeric, Excel ap. je analogický, ale konstanta 2415019 se může lišit dle nastavení.
Pro správné zadání je třeba vědět, že tabulkové editory zpravidla zobrazují data do 04.10.1582 v Juliánském kalendáři a od tohoto data do dnes v Gregoriánském. To je třeba ověřit na dni 10.10.1582, který na přechodu mezi těmito kalendáři neexistoval. Tabulkový procesor jej zobrazí jako prostý text, a ne jako datum.

## Modifikované Juliánské datum
Modifikované Juliánské datum je časovou škálou užívanou v oboru astronomie. Značí se "MJD" a odvozuje se od juliánského data:
- MJD = JD − 2400000,5

Epocha MJD tedy začíná o půlnoci na 17.11.1858. Např. okamžik začátku roku 1. ledna 2014 00:00:00 UTC odpovídá 2456658,5 JD a 56658,0 MJD.